# Wasilis Dimitriadis
Wasilis Dimitriadis (gr. Βασίλης Δημητριάδης, ur. 1 lutego 1966 w Salonikach) – grecki piłkarz grający na pozycji napastnika.

## Kariera klubowa
Karierę piłkarską Dimitriadis rozpoczął w klubie o nazwie Aris FC. W 1986 roku zadebiutował w jego barwach w pierwszej lidze greckiej. Już od początku sezonu 1987/1988 był podstawowym zawodnikiem zespołu. Tam grał przez pięć sezonów i należał do najskuteczniejszych zawodników klubu, jednak nie osiągnął większych sukcesów drużynowych.
Latem 1991 roku Dimitraidis odszedł z Arisu i został zawodnikiem AEK-u Ateny. W sezonie 1991/1992 z 28 golami został królem strzelców ligi, a AEK wywalczył tytuł mistrza Grecji. W kolejnym sezonie strzelił 33 gole i ponownie był najlepszym strzelcem Alpha Ethniki, a AEK znów sięgnął po mistrzostwo ligi. W 1994 roku trzeci raz z rzędu Dimitriadis z AEK-iem został mistrzem kraju. Z kolei w 1996 i 1997 roku wywalczył wicemistrzostwo oraz dwukrotnie Puchar Grecji. Przez 5,5 roku gry w AEK-u Dimitriadis rozegrał 154 mecze i zdobył 81 goli.
W sezonie 1996/1997 Dimitriadis stracił miejsce w składzie AEK-u i w rundzie wiosennej wrócił do Arisu Saloniki. Tam zdobył 8 goli w 15 meczach i zdecydował się zakończyć piłkarską karierę.
| Sezon   | Klub      | Kraj   | Rozgrywki     | Mecze | Bramki |
| ------- | --------- | ------ | ------------- | ----- | ------ |
| 1986/87 | Aris FC   | Grecja | Alpha Ethniki | 15    | 3      |
| 1987/88 | Aris FC   | Grecja | Alpha Ethniki | 29    | 12     |
| 1988/89 | Aris FC   | Grecja | Alpha Ethniki | 25    | 7      |
| 1989/90 | Aris FC   | Grecja | Alpha Ethniki | 25    | 7      |
| 1990/91 | Aris FC   | Grecja | Alpha Ethniki | 29    | 9      |
| 1991/92 | AEK Ateny | Grecja | Alpha Ethniki | 34    | 28     |
| 1992/93 | AEK Ateny | Grecja | Alpha Ethniki | 33    | 33     |
| 1993/94 | AEK Ateny | Grecja | Alpha Ethniki | 33    | 11     |
| 1994/95 | AEK Ateny | Grecja | Alpha Ethniki | 29    | 8      |
| 1995/96 | AEK Ateny | Grecja | Alpha Ethniki | 20    | 1      |
| 1996/97 | AEK Ateny | Grecja | Alpha Ethniki | 5     | 0      |
| 1996/97 | Aris FC   | Grecja | Alpha Ethniki | 15    | 8      |

## Kariera reprezentacyjna
W reprezentacji Grecji Dimitriadis zadebiutował 17 lutego 1988 w wygranym 3:2 towarzyskim spotkaniu z Irlandią Północną. W 1994 roku został powołany przez selekcjonera Alkietasa Panaguliasa do kadry na Mistrzostwa Świata w USA. Tam wystąpił w dwóch spotkaniach: przegranych 0:4 z Bułgarią i 0:2 z Nigerią. W kadrze narodowej Grecji grał do końca 1994 roku. Rozegrał w niej 28 meczów i strzelił 2 gole.